# Noyant-la-Plaine

Noyant-la-Plaine este o comună în departamentul Maine-et-Loire, Franța. În 2009 avea o populație de 319 de locuitori.